# Anna Ettlinger

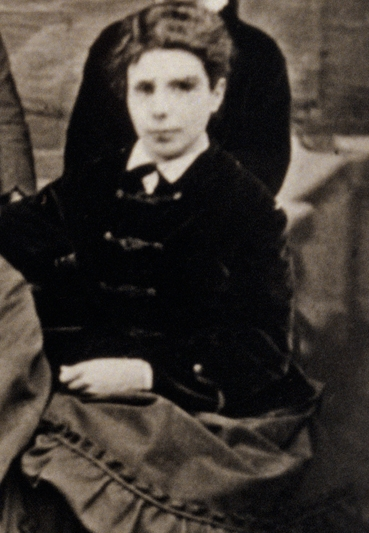
Anna Ettlinger, um 1860/65

Anna Ettlinger (* 16. November 1841 in Karlsruhe; † 13. Februar 1934 ebenda) war eine deutsche Literaturdozentin, Kritikerin und Schriftstellerin. Sie trat für die familiäre und gesellschaftliche Emanzipation der Frau ein. Ihr Ansatz war die Verbesserung der Bildungschancen für Frauen, praktisch umgesetzt z. B. in Vorträgen und „Literaturkursen für Damen“ auf akademischem Niveau. Modellhaft ergab sich daraus die Option selbstbestimmter Erwerbsarbeit.

## Leben
Anna Elka Ettlinger wuchs in einem wohlhabenden Haus als sechstes Kind von zwölf Geschwistern in Karlsruhe auf. Ihr Vater Veit Ettlinger, Rechtsanwalt („Obergerichtsadvokat“), zeitweilig Stadtrat und Mitglied des badischen Oberrats der Israeliten, kam aus einer Familie, die fast seit der Gründung der Stadt dort nachweisbar ist; ihre Mutter Sara T. Kaulla (1808–1889), (Enkelin der Hoffaktorin Karoline Kaulla), dessen zweite Frau, stammte aus Augsburg. Die Familie wohnte in der Zähringerstraße 42. Der aufklärerische Kontext der Haskala und die beginnende bürgerliche Gleichberechtigung der Juden nach 1809 waren ebenso prägend wie eine Atmosphäre von humanistischer Bildung, Kunstsinn, Musikalität und Liebe zum Theater. Clara Schumann und Johannes Brahms waren zu Gast bei Familie Ettlinger; mit ihren Schwestern sang Anna im Philharmonischen Chor.
Die Schwestern besuchten das Donacksche Institut, eine private Höhere Mädchenschule in Karlsruhe. Zusätzlich erhielt Anna Privatunterricht bei einem Gymnasiallehrer und nahm einige Monate am Viktoria-Lyzeum in Berlin an literatur-, kunst- und musikgeschichtlichen Vorlesungen für Frauen teil, bevor sie 1872 das Lehrerinnenseminar in Karlsruhe abschloss.
Gegen den Wunsch ihrer Eltern blieb Anna Ettlinger unverheiratet und forderte für Frauen das damals fast unerhörte Recht auf ein eigenständiges Leben. Die Gleichstellung der Frau, zunächst in Familie und Beruf, später auch politisch, vertrat Anna Ettlinger in journalistischen Texten und Vorträgen; „was den Frau noth thut, müssen die Frauen selbst am besten wissen“, so umschrieb sie ihre Haltung. So bestritt sie selbst ihren Lebensunterhalt mit Privatunterricht, literarischen Kursen für Frauen und Vorträgen. Ihre Themen reichten von Shakespeare und Goethe zu Grillparzer, Ibsen und Shaw. Ein Vortragstitel war z. B. „Die Widerspiegelung der Frauenfrage in der modernen Literatur“ (1905). Anna Ettlinger gehörte auch zu den Unterstützerinnen des ersten deutschen Mädchengymnasiums in Karlsruhe (1893).
Die Sozialreformerin Bertha Pappenheim war ihre Cousine, mit dem Dirigenten Hermann Levi war sie eng befreundet. 92-jährig starb Anna Ettlinger in Karlsruhe. Ihr Grab befindet sich auf dem Neuen Friedhof der Israelitischen Gemeinde an der Haid-und-Neu-Straße.

## Werk
Bereits 1870 erschien von Anna Ettlinger in der Badischen Landeszeitung ein „Gespräch über die Frauenfrage“. Ihr veröffentlichtes Werk ist verstreut und nicht umfangreich. 1882 schrieb sie eine viel beachtete Rezension über Wagners Parsifal. Während sie diese Musik bewunderte, distanzierte sie sich zugleich von Wagners Antisemitismus und verurteilte dessen Schwiegersohn H. S. Chamberlain als Wegbereiter „geistiger Pogrome“. 1899 kam in Berlin ihre Studie Leo Tolstoj. Eine Skizze seines Lebens und Wirkens heraus. 1915 und in späteren Ausschnitten publiziert wurden ihre Lebenserinnerungen: für ihre Familie verfasst.
Annas jüngere Schwestern Emma und Rudolfine übersetzten unter dem gemeinsamen Pseudonym E. Rudolfi zeitgenössische Romane, z. B. Clarissa von Samuel Richardson (1890) und Ohne Dogma von Henryk Sienkiewicz (1892).